# William Hayes (football américain)
(en) Statistiques sur pro-football-reference
William Quintin Hayes (né le 2 mai 1985 à High Point, Caroline du Nord) est un joueur américain de football américain. Il joue actuellement avec les Dolphins de Miami.